# Тил Швайгер
Тилман Валентин „Тил“ Швайгер (роден на 19 декември 1963) е германски актьор, режисьор, сценарист и продуцент. Притежава собствена продуцентска къща Barefoot Films в Берлин.

## Ранен живот
Швайгер е роден във Фрайбург, Западна Германия, в семейството на двама учители. Израства в Хойхелхайм в близост до Гисен в Хесе, където е ходил на училище. По-късно посещава уроци по актьорско майсторство в Der Keller в Кьолн и завършва през 1989 г.

## Кариера
Дебютът на Швайгер като продуцент и режисьор става през 1997 г. с филма Knockin’on Heaven’s Door. Той също така продуцира и режисира Der Eisbär (Полярната мечка) през 1998 г. Швайгер спечелва награда Бамби за Barfuss (Боси по моста) през 2005 г., на който той е сценарист и режисьор. Той също така печели награда Бамби за главната си роля във филма Traumschiff Surprise – Periode 1. През 2007 г. Keinohrhasen (това буквално означава „безух заек", но българския превод е „Заек без уши“), написан, продуциран и режисиран от Швайгер, става най-успешният филм в немските кина с приходи от 62 млн. долара. Филмът печели Bambi, Bavarian Film Award, German Comedy Award, две DIVA Awards, Jupiter Award и Ernst Lubitsch Award. Продължението, Zweiohrküken (Заек без уши 2, буквално „пиленца с 2 уши“), е в кината на следващата година с повече от 4,2 милиона зрители и приходи в размер на 45 млн. щадски долара. След това Швайгер режисира, продуцира и участва във филма 1½ Knights – In Search of the Ravishing Princess Herzelinde, който също се доказва като хит при представянето си през 2008 г.
Филмът Kokowääh дебютира в немските кина през февриари 2011 г. Ема, дъщерята на Швайгер, участва заедно с баща си, който също така е режисьор, продуцент и един от сценаристите. Швайгер и Ема влизат в ролите на Хенри и Магдалена и в продължението на филма – Kokowääh 2. Филмът излиза в кината на 7 февруари 2013 г. През 2012 г. Швайгер прави филм заедно с другата си дъщеря Луна, наречен Schutzengel.
Швайгер се появява на телевизионен екран за първи път в сериалът Lindenstraße. Първата му филмова роля е през 1991 г. във филма Manta, Manta. Последват други филмови роли, включително в Der bewegte Mann (Maybe, Maybe Not), Männerpension (Jailbirds), Das Mädchen Rosemarie (A Girl Called Rosemary), Bastard (Bandyta), Bang Boom Bang, Der große Bagarozy (The Devil and Ms. D.), Was tun, wenn's brennt (What to Do in Case of Fire?), Les Daltons vs. Lucky Luke, The Red Baron, Wo ist Fred (Where is Fred?), Phantomschmerz (Phantom Pain), Männerherzen, и други.
Швайгер също участва с поддържащи роли в американското кино, включително в Already Dead, King Arthur, In Enemy Hands, Magicians, Tomb Raider: The Cradle of Life, Driven, SLC Punk!, Investigating Sex, Joe and Max, The Replacement Killers and New Year's Eve. Последното му голямо участие е като Хюго Щиглиц във филма на Куентин Тарантино Inglourious Basterds. Швайгер участва в американките продукции The Courier with Mickey Rourke, This Means War (2012), с Крис Пайн и Рийс Уитърспуун и през 2013 като Драко в The Necessary Death of Charlie Countryman с Шиа LaBeouf. Той също взима участие във филмът за Мъпетите през 2014 г.

## Личен живот
Швайгер е женен за американския модел Дана Карлсон на 19 юни 1995 г. Имат 4 деца: Валентин Флориан Швайгер (роден на 17 септември 1995 г., Луна Мари Швайгер (родена на 11 януари 1997 г.), Лили Камиле Швайгер (родена на 17 юли 1998 г.) и Ема Тайгър Швайгер (родена на 26 октомври 2002 г.). Швайгер и Карлсон се разделят през 2005 г. и се развеждат през 2014 г.
Швайгер има връзка с модела Свеня Холтман от 2010 г. до октомври 2013 г.

## Филмография

### Филми
| Year | Филм                                                        | Роля                                        | Бележки и награди |
| ---- | ----------------------------------------------------------- | ------------------------------------------- | --- |
| 1991 | Manta, Manta                                                | Bertie                                      | Първият филм, в който получава главна роля. |
| 1993 | Шаблон:Ill                                                  | Rudy                                        | Max-Ophüls-Preis Best Actor Newcomer Award |
| 1994 | Der bewegte Mann                                            | Axel Feldheim                               | Bambi |
| 1995 | Bunte Hunde                                                 | Pepe Brenner                                | |
| 1996 | Männerpension                                               | Steinbock                                   | Bambi; DIVA-Award |
| 1996 | Шаблон:Ill                                                  | Hajo Heiermann                              | |
| 1997 | Knockin' On Heaven's Door                                   | Martin Brest                                | Също сценарист и продуцент 20th Moscow International Film Festival – Най-добър актьор Jupiter Най-добър актьор; Goldene Kamera Най-добър актьор                                                   |
| 1997 | Bandyta (Bastard)                                           | Brute                                       | Polish Film Festival (Polish Oscar) Best Actor; Bravo Otto Best Actor |
| 1998 | The Replacement Killers                                     | Ryker                                       | |
| 1998 | Judas Kiss                                                  | Ruben Rubenbauer                            | |
| 1998 | SLC Punk!                                                   | Mark                                        | |
| 1998 | Шаблон:Ill                                                  | Leo                                         | Също режисьор и продуцент |
| 1999 | Шаблон:Ill                                                  | Stanislaus Nagy                             | |
| 2000 | Magicians                                                   | Max                                         | |
| 2001 | Гориво в кръвта                                             | Beau Brandenburg                            | |
| 2001 | Investigating Sex                                           | Monty                                       | |
| 2001 | What to Do in Case of Fire?                                 | Tim                                         | |
| 2003 | Lara Croft Tomb Raider: The Cradle of Life                  | Sean                                        | |
| 2004 | In Enemy Hands                                              | Captain Jonas Herdt                         | |
| 2004 | King Arthur                                                 | Cynric                                      | |
| 2004 | (T)Raumschiff Surprise – Periode 1                          | Rock Fertig Aus                             | Bambi Най-добър актьор |
| 2004 | Les Dalton                                                  | Lucky Luke                                  | |
| 2005 | Barfuss                                                     | Nick Keller                                 | Също сценарист, режисьор и продуцент Bambi Най-добър филм |
| 2005 | Deuce Bigalow: European Gigolo                              | Heinz Hummer the Gigolo with the most below | |
| 2006 | One Way                                                     | Eddie Schneider                             | Също продуцент |
| 2006 | Wo ist Fred?                                                | Fred Krüppers                               | Jupiter Най-добър актьор |
| 2007 | Body Armour                                                 | John Ridley                                 | |
| 2007 | Keinohrhasen                                                | Ludo Decker                                 | Също сценарист, режисьор и продуцент Ernst-Lubitsch-Preis Най-добра комедия; Bambi Най-добър филм; Deutscher Comedypreis Най-добра комедия; Jupiter Най-добър филм; 2x DIVA-Award Най-добър филм; |
| 2007 | Already Dead                                                | The Man                                     | |
| 2008 | The Red Baron                                               | Werner Voss                                 | Bravo Otto |
| 2008 | Far Cry                                                     | Jack Carver                                 | |
| 2008 | 1½ Knights – In Search of the Ravishing Princess Herzelinde | Ritter Lanze                                | Също режисьор и продуцент |
| 2009 | Phantomschmerz                                              | Marc                                        | |
| 2009 | Inglourious Basterds                                        | Sgt. Hugo Stiglitz                          | Screen Actors Guild Award for Outstanding Performance by a Cast in a Motion Picture |
| 2009 | Männerherzen                                                | Jerome Ades                                 | |
| 2009 | Zweiohrküken (Keinohrhasen 2)                               | Ludo Decker                                 | Също сценарист, режисьор и продуцент Deutscher Comedypreis Най-добра комедия |
| 2011 | Kokowääh                                                    | Henry                                       | Също сценарист, режисьор и продуцент |
| 2011 | The Three Musketeers                                        | Cagliostro                                  | |
| 2011 | Männerherzen 2                                              | Jerome                                      | |
| 2011 | New Year's Eve                                              | James Schwab                                | |
| 2012 | This Means War                                              | Heinrich                                    | |
| 2012 | The Courier                                                 | FBI agent                                   | |
| 2012 | Schutzengel                                                 | Max                                         | Също режисьор и продуцент |
| 2013 | Charlie Countryman                                          | Darko                                       | |
| 2013 | Kokowääh 2                                                  | Henry                                       | Също сценарист, режисьор и продуцент |
| 2014 | Muppets Most Wanted                                         | German Cop                                  | |
| 2014 | Honig im Kopf                                               | Niko Rosenbach                              | Режисьор |
| 2016 | Tschiller: Off Duty                                         | Nick Tschiller                              | |

### Телевизия
| Година      | ТВ предаване           | Роля           | Бележки и награди            |
| ----------- | ---------------------- | -------------- | ---------------------------- |
| 1989 – 1992 | Lindenstraße           | Jo Zenker      |                              |
| 1994 – 1996 | Die Kommissarin        | Nick Siegel    |                              |
| 1996        | Adrenalin              | Stefan Renner  |                              |
| 1996        | A Girl Called Rosemary | Nadler         |                              |
| 1996        | Die Halbstarken        | Freddy         |                              |
| 2002        | Joe and Max            | Max Schmeling  |                              |
| 2013 – 2016 | Tatort                 | Nick Tschiller | Tatort в Хамбург (4 епизода) |

## Награди
- 1994: Bambi für Der bewegte Mann
- 1995: Bambi für Männerpension
- 1997: Preis des Warsaw International Filmfestival für Bastard als bester Darsteller
- 1998: Bravo Otto als bester Schauspieler
- 1998: Goldene Kamera für Knockin’ on Heaven’s Door als bester Schauspieler
- 2003: „Хесенска културна награда“
- 2008: Jupiter für Wo ist Fred? als bester deutscher Schauspieler
- 2008: Ehren-Bravo Otto
- 2008: Bambi für Keinohrhasen als Film National
- 2008: Deutscher Comedypreis für Keinohrhasen als beste Kino-Komödie
- 2009: Jupiter für Keinohrhasen
- 2009: 2x DIVA-Award für Keinohrhasen
- 2010: Deutscher Comedypreis für Zweiohrküken als beste Kino-Komödie
- 2011: Deutscher Comedypreis für die erfolgreichste deutsche Filmkomödie: Kokowääh
- 2011: Querdenker-Award
- 2012: Jupiter für Kokowääh als bester Darsteller
- 2013: Deutscher Comedypreis für die erfolgreichste deutsche Filmkomödie: Kokowääh 2
- 2015: Romy in den Kategorien beste Regie sowie bester Produzent Kinofilm für Honig im Kopf
- 2015: Deutscher Filmpreis in der Kategorie Besucherstärkster Film für Honig im Kopf
- 2015: CIVIS-Publikumspreis für Honig im Kopf[9]
- 2015: Deutscher Comedypreis für die erfolgreichste deutsche Filmkomödie: Honig im Kopf

- 2015: Bambi für Honig im Kopf in der Kategorie „Ehrenpreis der Jury“